# Der Präsident (1919)
Der Präsident ist ein 1918 gedrehtes dänisches Stummfilmdrama von Carl Theodor Dreyer, seine erste veröffentlichte Leinwandinszenierung. Der Film basiert auf dem 1884 erschienenen gleichnamigen Roman von Karl Emil Franzos.

## Handlung
Im Zentrum des Geschehens steht der Gerichtspräsident Karl Victor von Sendling. Dessen Vater Franz Victor von Sendlingen verliebte sich einst in eine arme Pförtnertochter. Nach beider Beischlaf wurde jene junge Frau aus einfachen Verhältnissen schwanger. Ganz Ehrenmann, wollte Franz Victor unbedingt die von ihm Geschwängerte heiraten, doch die Ehe ging schief. Jahrzehnte später liegt Franz Victor von Sendling sehr viel daran, dass seine Erfahrung seinem Sohn eine Lehre sein werde und dieser bei seiner Partnerinwahl mehr Obacht geben möge. Und so nimmt sich Karl Victor fest vor, niemals eine Bürgerliche aus niedrigem Stand zu ehelichen. Einige Jahre später verliebt sich Karl Victor in die junge Gouvernante Hermine Lippert, und beide kommen zusammen. Da damals sein Vater ihm den Schwur abnahm, niemals eine Bürgerliche zu heiraten und Karl Victor seinen Schwur nicht brechen will, trennt er sich lieber von seiner Geliebten und zerstört mit dieser Entscheidung das Leben dieser Frau. Auch auf ihn selbst hat diese Entscheidung große Auswirkung: Karl Victor von Sendling wird einsam und verbittert.
Weitere Jahre gehen ins Land. Karl Victor von Sendling ist nunmehr zum Präsident des Obersten Gerichtshofs in seiner Heimatstadt aufgestiegen. Seine einstige, von ihm verstoßene Liebe Hermine hat eine Tochter namens Victorine geboren. Eines Tages erfährt Karl Victor, dass die junge Frau wegen der Ermordung ihres eigenen Kindes verhaftet wurde und ihre Schuld eingestanden hat. Sie wird daraufhin zum Tode verurteilt. Ein Antrag auf Begnadigung wird eingereicht, jedoch abgelehnt. Karl Victor erfährt, dass sich sein Verhalten auf die nächste Generation vererbt hatte: Victorine wurde von einem Aristokraten geschwängert und sitzengelassen. Daraufhin entschloss sie sich zu ihrer Verzweiflungstat. Karl Victor sucht nun die Verurteilte auf und lässt Victorine glauben, dass ihre Begnadigung bewilligt wurde. Während seiner Beförderung zum Präsidenten der Hauptstadt befreit er seine Tochter aus dem Gefängnis und flieht mit ihr aus der Heimat. Im Ausland wird Victorine mit dem Plantagenbesitzer Weyden glücklich verheiratet. Karl Victor von Sendling kehrt nach Hause zurück, um sich einer Bestrafung für sein Handeln zu stellen. Doch der neue Gerichtspräsident seines Heimatlandes Werner, einst Sendlings Untergebener, möchte nicht, dass der Fall publik und dadurch im Volk der Glaube an Justitia beschädigt wird. Und so bleibt eine aus guten Motiven begangene strafbare Handlung ungesühnt. Karl Victor entscheidet sich daraufhin, sich in den Ruinen des alten Familienschlosses selbst zu richten.

## Produktionsnotizen
Die Dreharbeiten zu Der Präsident entstanden im Frühsommer 1918 auf Gotland (Schweden) und endeten am 11. August desselben Jahres. Die Uraufführung fand am 3. Februar 1919 in Schweden statt, die dänische Premiere war ein Jahr darauf, am 8. Februar 1920. Wann genau dieser Film in Deutschland gezeigt wurde, ist derzeit nicht zu klären.

## Kritiken
Dreyers Frühwerk stieß noch nicht auf dieselbe Begeisterung wie seine späteren Arbeiten. In Buchers Enzyklopädie des Films heißt es: „Præsidenten ist ein nicht sehr zwingend konstruierter Thriller, der verrät, wie sehr Dreyer von Griffiths Intoleranz (1916), den er kurz zuvor gesehen hatte, beeindruckt war. Die Handlung arbeitet mit der von Griffith entliehenen Technik der Rückblende. Es zeichnen sich jedoch bereits Charakteristiken von Dreyers später ausgereifter Fähigkeit ab, sich mit Problemen des Gewissens zu beschäftigen und in der Frage der Authentizität des Dekors peinlich genau zu sein.“
Anlässlich einer deutschen Retrospektive Dreyerscher Inszenierungen im März 2010 hieß es: „Dreyers Regiedebüt PRÆSIDENTEN … ist ein Melodram über Männer, die ihrer Verantwortung als Väter gegenüber Frauen der unteren Gesellschaftsschicht nicht nachkommen. (…) Der autobiografisch gefärbte Film  … besitzt bereits viele Merkmale seiner späteren Arbeiten: die Unterdrückung der Frau, die Notwendigkeit eines Opfers für die Liebe sowie ein klarer, einfacher Stil und Bauten, die wie gerahmt wirken.“